# Pachycondyla barbata
Pachycondyla barbata är en myrart som beskrevs av Hermann Stitz 1911. Pachycondyla barbata ingår i släktet Pachycondyla och familjen myror. Inga underarter finns listade i Catalogue of Life.